# الأستاذ والمجنون (فلم)
الأستاذ والمجنون هو فيلم درامي عن قصة سيرة ذاتية أنتج عام 2019، من إخراج فرهاد صافينيا (تحت الاسم المستعار P. B. Shemran)، وتأليف وسيناريو تود كومارنيسكي وصافينيا، استنادا إلى قصة كتاب طبع عام 1998 (جراح كروثورن سيمون وينشستر). بطولة ميل غيبسون، وشون بن، وناتالي دورمر، وادي مارسان، وجنيفر أهل، وجيريمي إيرفين، وديفيد أوهارا، وإيوان جروفود، وستيفن ديلان، وستيف كوغان.

## القصة
يدور الفيلم حول قصة واقعية واجهها الأستاذ اللغوي السير جيمس موراي، الذي بدأ في عام 1857 بتجميع قاموس أوكسفورد للغة الإنجليزية، وبمساعدة الطبيب العسكري دابليو. سي. ماينور المعتقل في مصحة برودمور للأمراض النفسية والذي قدم أكثر من عشرة آلاف مقالة أثناء خضوعه للعلاج في المشفى.
جيمس موراي ترك الدراسة في الرابعة عشر من عمرهِ لعدم تمكن والده من دفع تكاليف الدراسة إلا أن جيمس استمر يتعلم ويتدرب في اللغات حتى صار يجيد اللغة الانكليزية واللغة اللاتينية واللغة الفرنسية واللغة الإيطالية ولهُ المام باللغة العربية والآرامية ويفهم اللغتان البرتغالية والروسية، وعمل فترة كمدرس في أحد المصارف إلى أن كلفه مجلس جامعة أكسفورد بتحرير الطبعة الأولى من قاموس أكسفورد لكن لم يوافق أثنين من أعضاء المجلس على تكليفهِ وبقيا يتربصان بهِ ويسعيان لإفشال مهمتهِ.
بدأ جيمس موراي عمله في مناشدة البريطانيين لمراسلتهِ عن الكلمات التي يعرفونها وأصلها ومتى تستخدم وقد تطوع عدد من المواطنين لمساعدتهِ في عملهِ مما أضطره لبناء سقيفة في حديقة منزلهِ لتكون مقراً لعملهم.
اطلع على مناشدة جيمس طبيب عسكري أمريكي دابليو. سي. ماينور الذي يقضي عقوبة الحبس في مستشفى للأمراض العقلية لاضطراب في سلوكهِ لقتلهِ خطأً رجلاً، وبدأ بمراسلة جيمس ويرسل لهُ الكلمات وجذورها حتى وصل عدد الكلمات التي أرسلها حوالي عشرة آلاف كلمة مما حدى بجيمس إلى شكرهِ في مقدمة المجلد الأول من القاموس، ولقد استغل المعارضين لعمل جيمس على القاموس في مجلس الجامعة ذلك مشيرين إلى ماضي الطبيب المجنون ومشاركتهِ في القاموس مما عرض جيمس للانتقاد وبالرغم من ذلك فإن مجلس الجامعة منحهُ درجة الدكتوراه الفخرية.
وقرر جيمس الاستقالة من عملهِ على تأليف القاموس، والسعي لإطلاق سراح الطبيب المجنون ونجح في مسعاه وعاد بطلب من الجامعة لإكمال العمل في انجاز القاموس بأثني عشر مجلداً ومنحته الملكة لقب فارس تثميناً لسعيهِ.

## الشخصيات
- ميل غيبسون بدرو جيمس موراي
- شون بن بدرو ويليام تشيستر ماينور
- ناتالي دورمر بدرو اليز موريت
- إيدي مارسان بدرو مونسو, حارس المصح العقلي
- جنيفر أيل بدرو Ada Murray, Murray's second wife, mother of their 11 children
- Jeremy Irvine بدرو Charles Hall
- ديفيد أوهارا بدرو الخوري
- أنتوني أندروز بدرو Benjamin Jowett
- إيوان جروفود بدرو Henry Bradley
- ستيفن ديلان بدرو Dr. Richard Brayne, alienist in charge at Broadmoor
- ستيف كوجان بدرو فريدريك جيمس فورنيفال
- لورنس فوكس  [لغات أخرى]‏ بدرو فيليب غيل
- لارس بريجمان بدرو ماكس مولر
- Brendan Patricks بدرو ونستون تشرشل
- Aidan McArdle بدرو محامي الدفاع عن كلارك
- Adam Fergus بدرو الفريد مولير
- Anthony Brophy بدرو الرقيب ستيجلز
- Olivia McKevitt بدرو كلير موريت, ابنة اليزا
- Shane Noone بدرو جورج موريت, زوج اليزا

## روابط خارجية
- مقالات تستعمل روابط فنية بلا صلة مع ويكي بيانات